# هیر (قزوین)
هیر بزرگ‌ترین روستای بخش الموت غربی شهرستان قزوین واقع در استان قزوین در ایران است. رودخانهٔ «نینه رود» آن را سیراب می‌سازد. دارای معدن زغال سنگ می‌باشد. هیر روستاهی کوهستانی و سردسیر است. مردم این روستا به زبان تبری با گویش الموتی صحبت می‌کنند. از هیر به عنوان پایتخت زغال اخته ایران یاد می‌شود.

## جغرافیای عمومی
هیر روستایی در ۶۵ کیلومتری شمال قزوین قرار دارد. در لغت‌نامه دهخدا هیر، به مفهوم آتش معنی شده و روستای هیر، روستای زیبا با اقلیمی خوش و دارای رودخانه‌ای زیبا به نام نینه رود شرح داده شده است. روستای هیر در کنار کوهی سنگی به نام «لتر تله» قرار دارد. «تله» در زبان محلی این روستا به معنی صخره می‌باشد. باغستانهای زیبا و سرسبز نیز چون نگینی آن را دربر گرفته است. این روستا در شمال استان قزوین در بخش رودبار الموت غربی و در بین کوه‌های مرتفع البرز واقع است. روستای هیر با روستاهای ویار، دربند، سوگاه، زردچال، لتر، پراچان، قسطین، میلک، ورگیل و چهارناحیه همسایه بوده و از شمال با ناحیه اشکورات استان گیلان همجوار است.
جاده آن آسفالته بوده و از شمال شهر قزوین بعد از گذشتن از مناطق باراجین، زرشک، فلار، بهرام آباد، رازمیان و زردچال به روستای هیر می‌رسد و از آنجا نیز به رحیم آباد و رودسر منتهی می‌شود.
مطابق آمارهای رسمی دهه ۴۰ شمسی، هیر بزرگ‌ترین و پرجمعیت‌ترین روستای منطقه الموت بوده که طی چند دهه اخیر حدود نیمی از جمعیت ۳۵۰۰ نفری آن به قزوین مهاجرت نموده‌اند.
"وگل" چشمه‌ای جوشان و دارای آبی گوارا و مفید و فوق‌العاده سبک و بی‌نظیر است که آب آن با برند " وگل " و به صوررت بسته‌بندی به سراسر ایران ارسال می‌شود. چشمه "وگل " سرمنشا رودخانه نینه رود است. نینه رود رودی خروشان با آبی گوارا و خنک در طول قرون همواره مورد تمجید مورخین قرار داشته و از آن به عنوان رود شفابخش یاد شده است. این رودخانه از چشمه وَگُل در ۷ کیلومتری شمال هیر و در مجاورت روستای ویار سرچشمه می‌گیرد.

## تاریخ و پیشینه
هیر را آتش معنا کرده‌اند. قدمت این روستا به روایتی به دوران پیش از اسلام بر می‌گردد. زمانی که آتش در فرهنگ ایران باستان جایگاهی ویژه داشت. آثار تاریخی زیادی در گذشته در این روستا موجود بوده که متأسفانه به علت عدم توجه مسئولان امروزه اکثر آن‌ها یا به سرقت رفته‌اند یا از بین رفته‌اند.

## مسیر دسترسی
راه دسترسی از سمت قزوین، جاده باراجین سپس جاده بهرام آباد به رازمیان، روستای هیر. 

## محصولات کشاورزی
عمده محصولات کشاورزی این روستا عبارتند از:فندق، گردو، زغال اخته، زالزالک و ریواس.
روستای هیر در استان قزوین بزرگ‌ترین تولیدکننده زغال اخته در بین روستاهای ایران می‌باشد. زغال اخته این روستا از مرغوبترین زغال اخته‌ها نیز در کشور است. در سالی که محصول این روستا پربار باشد از باغات این روستا بالغ بر ۲۰۰ تن زغال اخته به سراسر کشور صادر می‌شود. فندق و گردوی هیر نیز از جمله محصولات باغی مرغوب کشور می‌باشد. به‌طوری‌که گردوی این منطقه دارای روغن فراوان و بسیار خوش طعم است . همچنین درخت گردوی کهنسالی در روستای هیر قرار دارد که از سالخوردگان روستا نقل شده در گذشته بالغ بر ۲۰۰ هزار گردو از این درخت برداشت می‌شده است.

## مکانهای دیدنی

صخره زیبای روستای هیر (لتر تله)

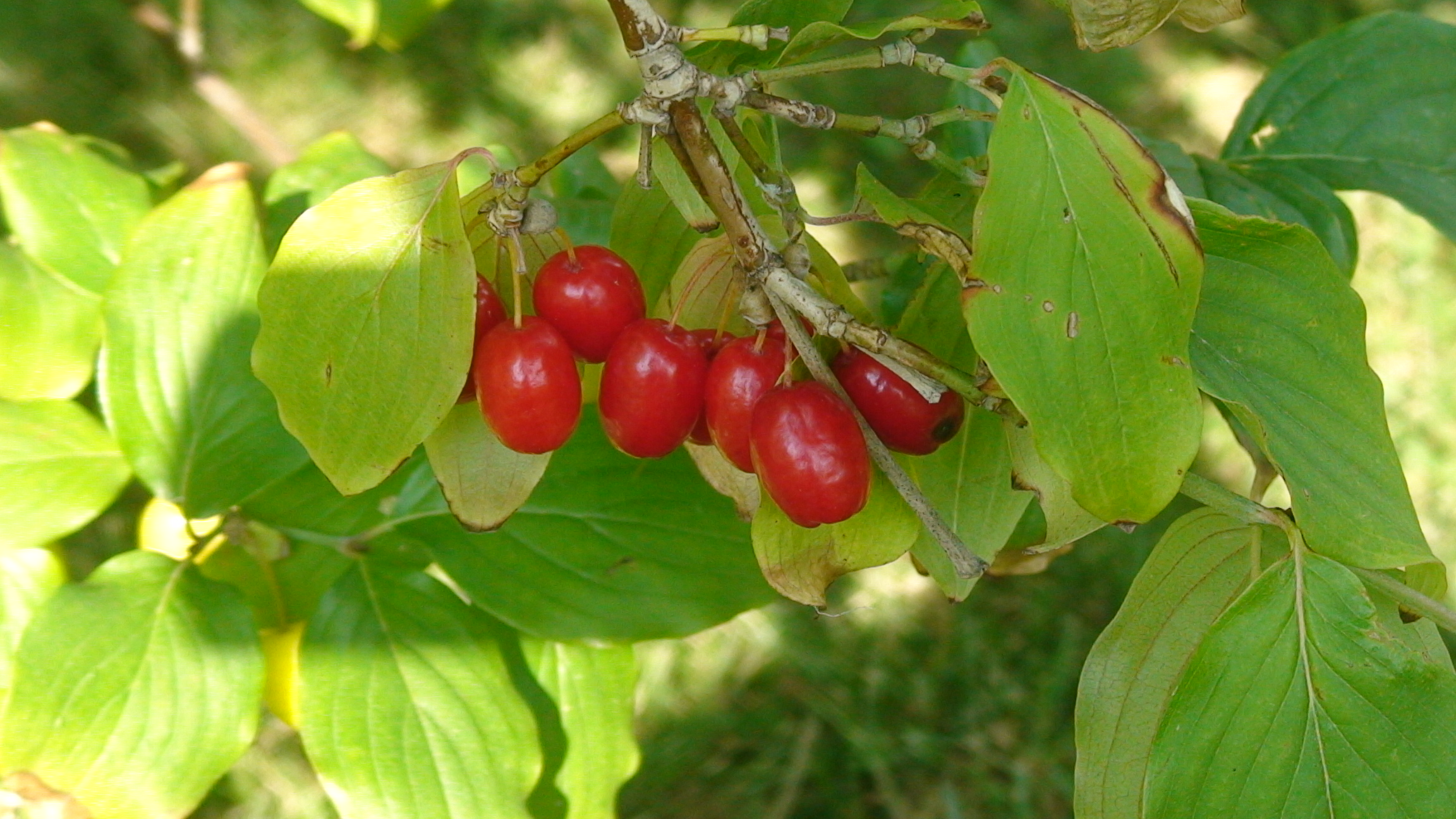
هیر، تولیدکننده مرغوب‌ترین زغال اخته ایران

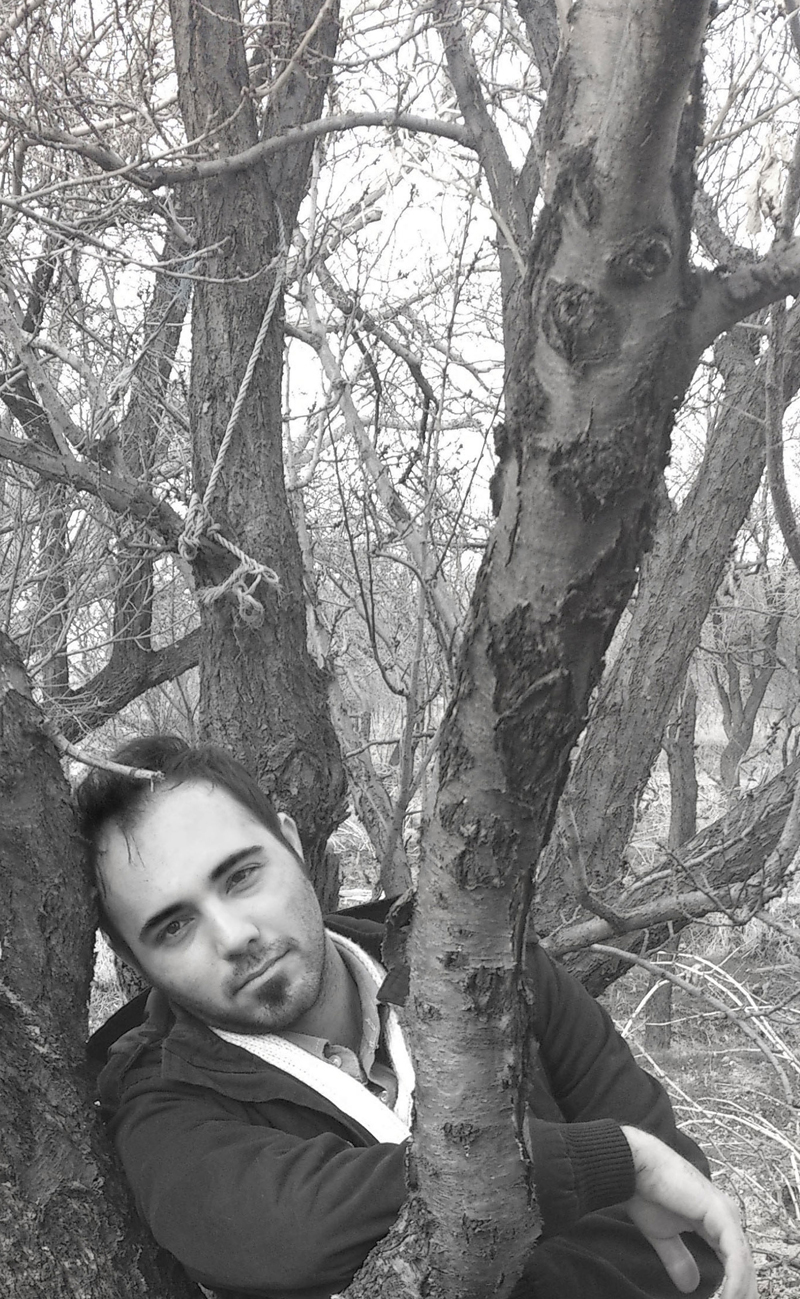
امامزادهٔ روستای هیر (شاه رشید)

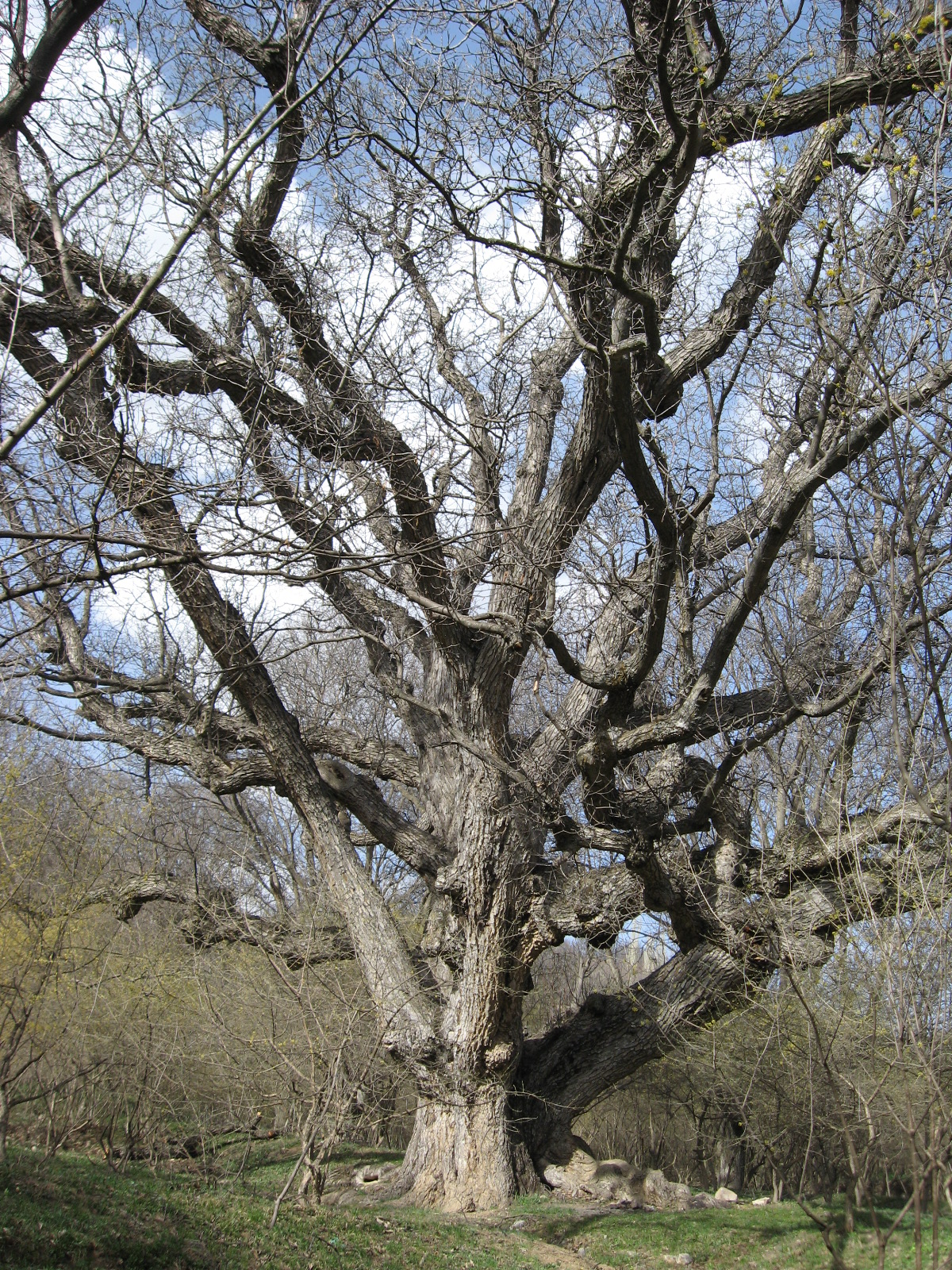
درخت کهن گردو، هیر، الموت

1. رودخانه زیبا و خروشان نینه رود با آبی سرد و گوارا در فصل تابستان
2. چشم‌انداز زیبای کوه سنگی معروف به «لترتله» و غار زیبای «اسکول» در مرکز کوه
3. باغات سنتی مناطق «دارستان» و «پیشتین» (دارای هوای خنک در طول سال)

۴- چشمه «وَگُل» در فاصله ۷ کیلومتری شمال روستا. آب گوارای این چشمه را امروزه می‌توانید در داخل بطری «آب معدنی طبیعی وگل» تهیه کنید.
1. گورستان قدیمی روستا برجای مانده از دوران زرتشت
2. امامزاده «شاه رشید»
3. غار تاریخی «ملک شاه بر روی کوهی در جنوب شرقی روستا و مرز روستای «دربند»
4. صحرای «شنگل» و «لیرم» و «انارت»
5. کوه صخره‌ای سرکه (به زبان محلی سرکه‌ای تله)
6. باغهای جوان گِل کِند

۱۱- خانه‌های گلی و سنتی در منطقهٔ قلعهٔ روستا که قدمتی بالغ بر ۵۰۰ سال دارند
۱۲- مجموعه توریستی و گردشگری طلاسر در مجاورت رودخانه نینه رود و مزارع پرورش ماهی قزل آلا

## جشن زغال اخته
جشن زغال اخته، جشن شکرگزاری است که در روستا هیر از توابع رودبار شهرستان استان قزوین برپا می‌شود که شامل موسیقی و آواهای محلی، بازی‌های سنتی و توزیع محصول زغال اخته می‌باشد و هرساله مورد استقبال گردشگران قرار می‌گیرد.
محصول زغال اخته در استان قزوین با سطح زیرکشت ۸۵۰ هکتار رتبه نخست را در کشور دارد. زغال اخته یکی از محصولات ناشناخته باغبانی کشور است که مانند هر محصول دیگر باغبانی دارای مزیت‌های متفاوت از قبیل ارزش غذایی و دارویی متنوع، ارزآوری، صادراتی و سودآوری برای باغداران است.

## نگارخانه

صخره سر به فلک کشیده سرکه (سرکه‌ای تله)
منظره هیر از باغات گِل‌کِند
یک درخت سیب در گِل‌کِند
جاده هیر به رحیم آباد رودسر
باغات قدیمی هیر
سبزه زارهای روستای هیر در بهار
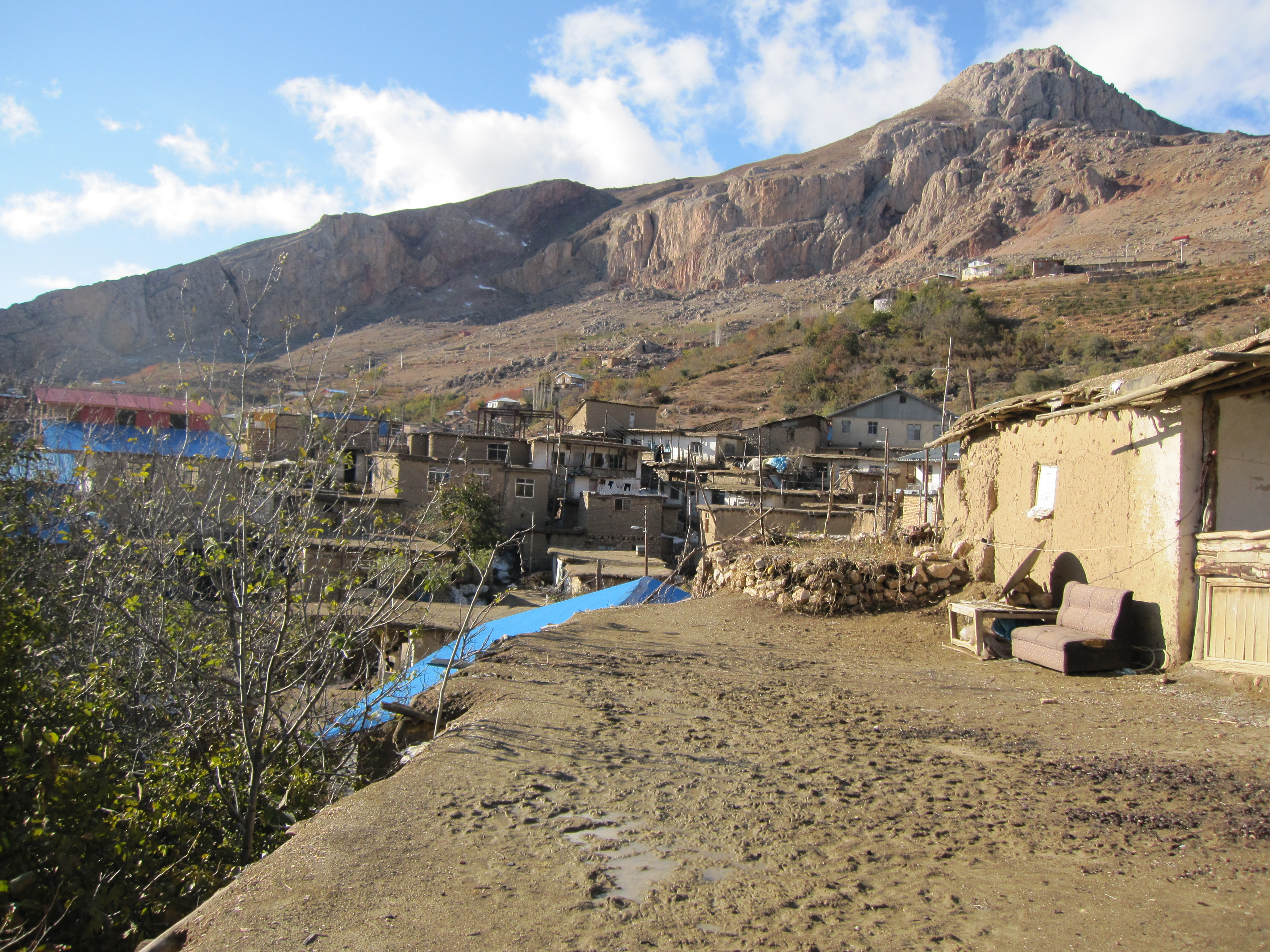
نمایی از روستا و صخره سرکه (سرکه‌ای تله)
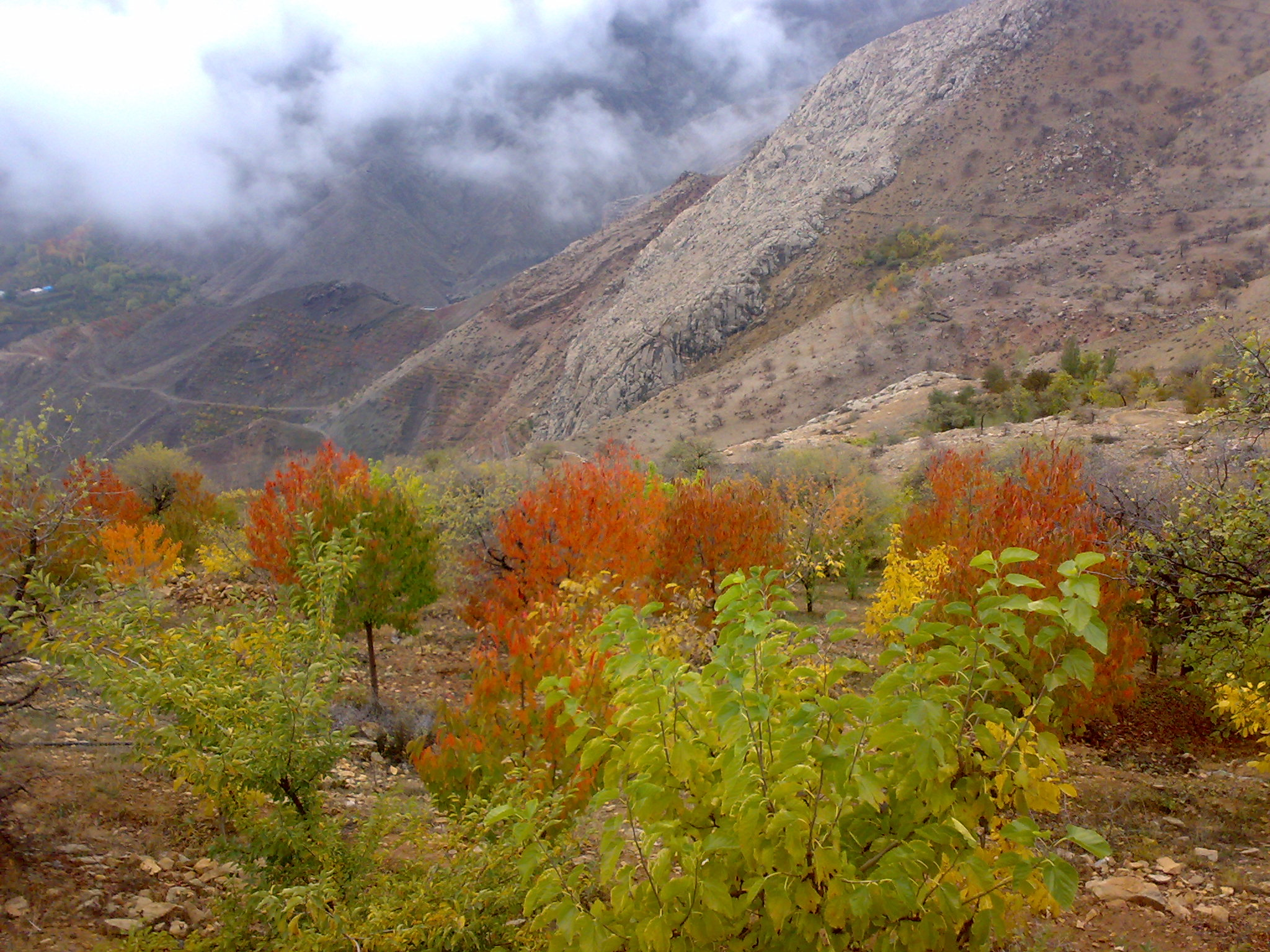
پاییز در هیر
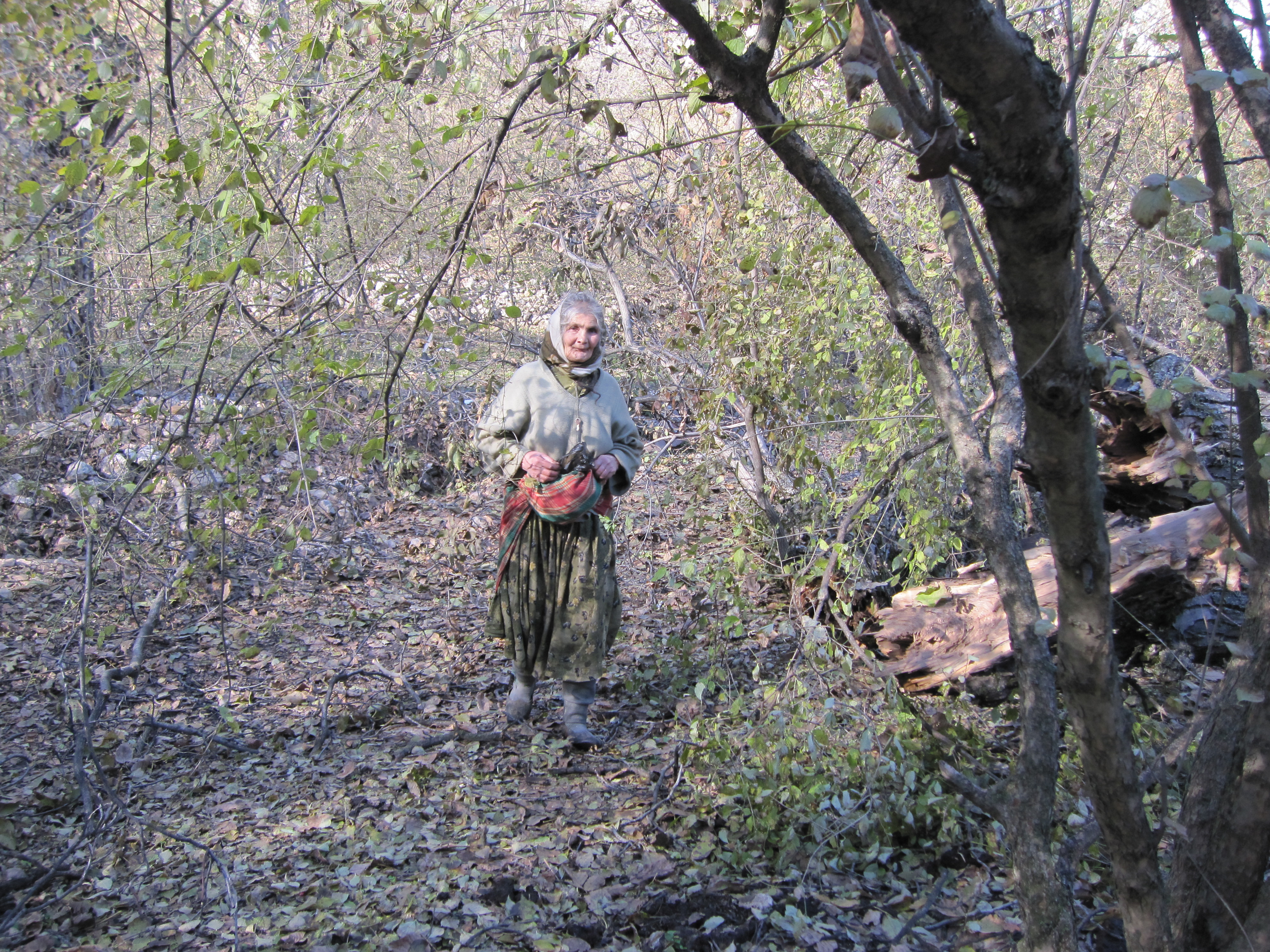
یک زن هیری

## وقایع مهم
میرزا کوچک خان (سردار جنگل) که اصالتاً نیز از تبار رشوندهای الموت بود و در رشت به دنیا آمده بود از منطقه الموت هم یارانی داشت و حمایت می‌شد. این مرد بزرگ در جریان تعقیب و گریز با نیروهای قزاق مدتی میهمان اهالی هیر بوده است. منابع قابل ذکر هم کتاب‌های قدیمی منطقه و دست‌نویس می‌باشد.